# ميخائيل قريشي
ميخائيل قريشي (بالدنماركية: Michael Qureshi)‏ هو صحفي دنماركي، ولد في 4 مايو 1976 في Køge ‏ في الدنمارك.